# Depot von Kosov
Das Depot von Kosov (auch Hortfund von Kosov) ist ein Depotfund der frühbronzezeitlichen Aunjetitzer Kultur aus Kosov, einem Ortsteil von Kamenný Újezd im Jihočeský kraj, Tschechien. Es datiert in die Zeit zwischen 2000 und 1800 v. Chr. Die noch erhaltenen Gegenstände des Depots befinden sich heute im Südböhmischen Museum in Budweis.

## Fundgeschichte
Ein Teil des Depots wurde im Mai 1894 südsüdöstlich von Kosov beim Anlegen eines Entwässerungskanals an der Ostseite des Čekanov-Teichs in einer Tiefe von 0,5 m entdeckt. Bei der Erneuerung des Kanals wurden am 21. November 1923 weitere Gegenstände gefunden. Die Funde weisen eine Moorpatina auf, was darauf hinweist, dass die Fundstelle bereits in vorgeschichtlicher Zeit in einem Feuchtgebiet lag.

## Zusammensetzung
1894 wurden zunächst 22 Bronzegegenstände geborgen: acht Armspiralen, fünf Ösenhalsringe und neun Armringe. Unter den Armspiralen gibt es drei niedrige, drei mittelhohe und ein hohes Exemplar, die alle aus einem Band mit kreisförmigem Querschnitt gefertigt wurden. Hinzu kommt eine Spirale aus einem Band mit linsenförmigem Querschnitt. Von den Armringen ist einer deutlich größer als die anderen. Bei den 1923 gefundenen Gegenständen handelt es sich um zwei Zierscheiben (Faleren) sowie einen Anhänger aus Bernstein. Die Faleren haben einen Durchmesser von 124 mm. Sie weisen ein Dekor aus konzentrischen Kreisen auf, die mit Querrillen und Tannenzweigmustern ausgefüllt sind. Die beiden Faleren waren ursprünglich durch Nieten miteinander verbunden. Der Anhänger war vierkantig und hatte in der Mitte ein Loch. Ein Armring und der Bernstein-Anhänger sind heute verschollen.